# 安托万·巴纳夫
安托萬·皮埃爾·約瑟夫·馬里·巴納夫（法語：Antoine Pierre Joseph Marie Barnave，法語發音：[ɑ̃twan pjɛʁ ʒozɛf maʁi baʁnav]；1761年10月22日—1793年11月29日）是法蘭西的政治家，在法國大革命早期連同奧諾雷·米拉波是最有影響力的一個演說家。他最引人注目的是與瑪麗·安托瓦內特通信試圖建立一個君主立憲制，並且是斐揚俱樂部創始成員之一。 

## 早年生活
他出生於多菲內省格勒诺布尔的新教徒家庭。 他的父親是格勒诺布尔省級上訴法庭的律師，他的母親是一位受過上流社會教育的女子。因為他們是新教徒家庭，安托萬不能參加當地由天主教會主辦的學校，而由他的母親教導他。巴納夫被教育從事是為在法律事業，並在22歲時地在省級上訴法庭上講演政治權力分立使他有名聲。
多菲內省是最早接觸革命理想的法蘭西省分之一。 1788年在格勒诺布尔 磚瓦之日事件後深受影響，巴納夫成為積極的革命。他在標題為Esprit des édüs enregistrés militairement le 20 mai 1788的小冊子中闡明了他的政治立場。他立刻被選為代表，與他的父親，成為多菲內省的第三級代表，他們在辯論扮演突出的角色。

## 三級會議及制憲議會
幾個月後，他變得更出名，在1789年5月5，1789年法蘭西三級會議在凡爾賽宮 召開，巴納夫被選為他家鄉省份領域等級的第三等級代表。
他很快就在國民議會崛起，成為源於第三等級許多黨領導的朋友，並與阿德里安·迪波爾和亞歷山大·拉莫在國民制憲議會組成其間被稱為“ 三頭同盟 ”的團體。  以後溫和勢力支持君主立憲制從雅各賓俱樂部份列出去的，組成斐揚俱樂部，這三人是主要的領導者。  1791年7月17日戰神廣場屠殺事件後，巴納夫參加會議維護國王三個指揮權--任命大使，部隊指揮官，和部長的權力;並草擬國王路易十六 在 1791年10月1日，國民立法議會開議時的致詞稿，同時支持埃馬紐埃爾-約瑟夫·西哀士的建議，公會應該宣稱自己為“國家”。  一直到1791年，他是雅各賓俱樂部主要成員之一，後來被稱為雅各賓派，而1791年9月3日公布了他制定的法蘭西1791年憲法和人權和公民權宣言。

## 政治觀點

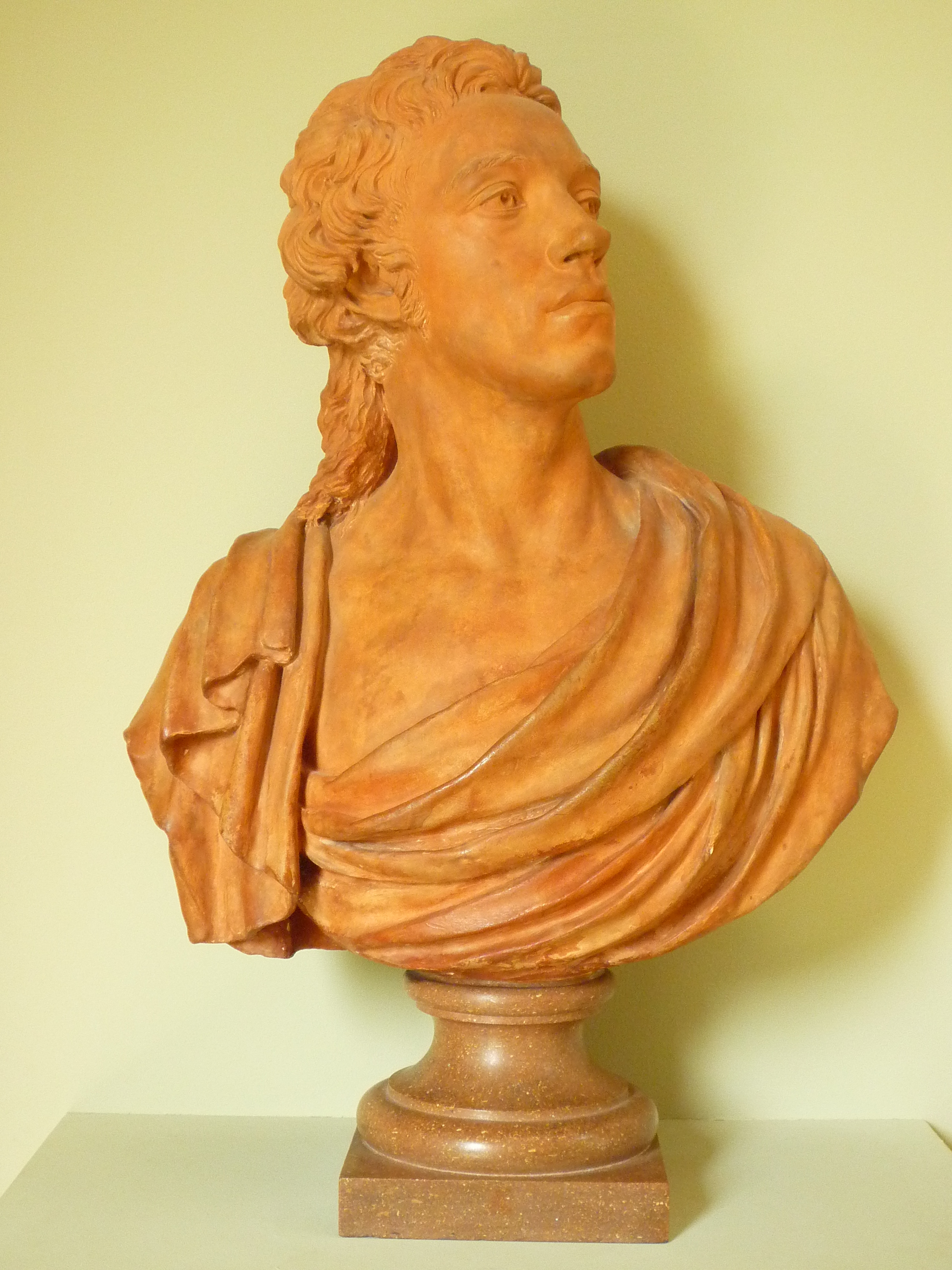
安托萬·巴納夫的半身像，格勒諾布爾美術館

雖然是政治自由的堅決支持者，他希望保持自由的革命，同時也能保持波旁王朝的統治。 巴納夫覺得君主立憲制將解決法蘭系面臨的問題，也不會有政治全面動盪的社會。 但是，這並不意味著他完全贊成獨裁君主權。面對更多的激進勢力，巴納夫參與對獨裁君主權，對神職人員，對天主教會的財產，並對省級上訴法庭的攻擊。 有幾次，他對米拉波持反對的立場。 1789年7月十四日巴士底獄的風暴後，他看到了氓流群眾的暴力可能導致政治混亂，並希望通過王室的保存避免這種情況。他主張上院擁有否決權，並建立民事陪審團的審判，但左派投票反對兩院制度。
1790年5月16日到23日，在賦予國王簽訂和平或戰爭權力的問題，他與米拉波衝突是國民制憲議會的授權主要事件之一。 1790年8月，在激烈的辯論後，他與雅克·安托萬·瑪麗·卡札萊斯決鬥，對方受了輕傷。國民制憲議會九月底結束，巴納夫被選為國民立法議會的主席。 在米拉波在制憲議會啟動後半年，1791年4月2日去世，巴納夫以最高的敬意讚揚他的價值和公共服務，將他稱呼為“ 演講家的威廉·莎士比亞”。

## 興起，殉落，處決

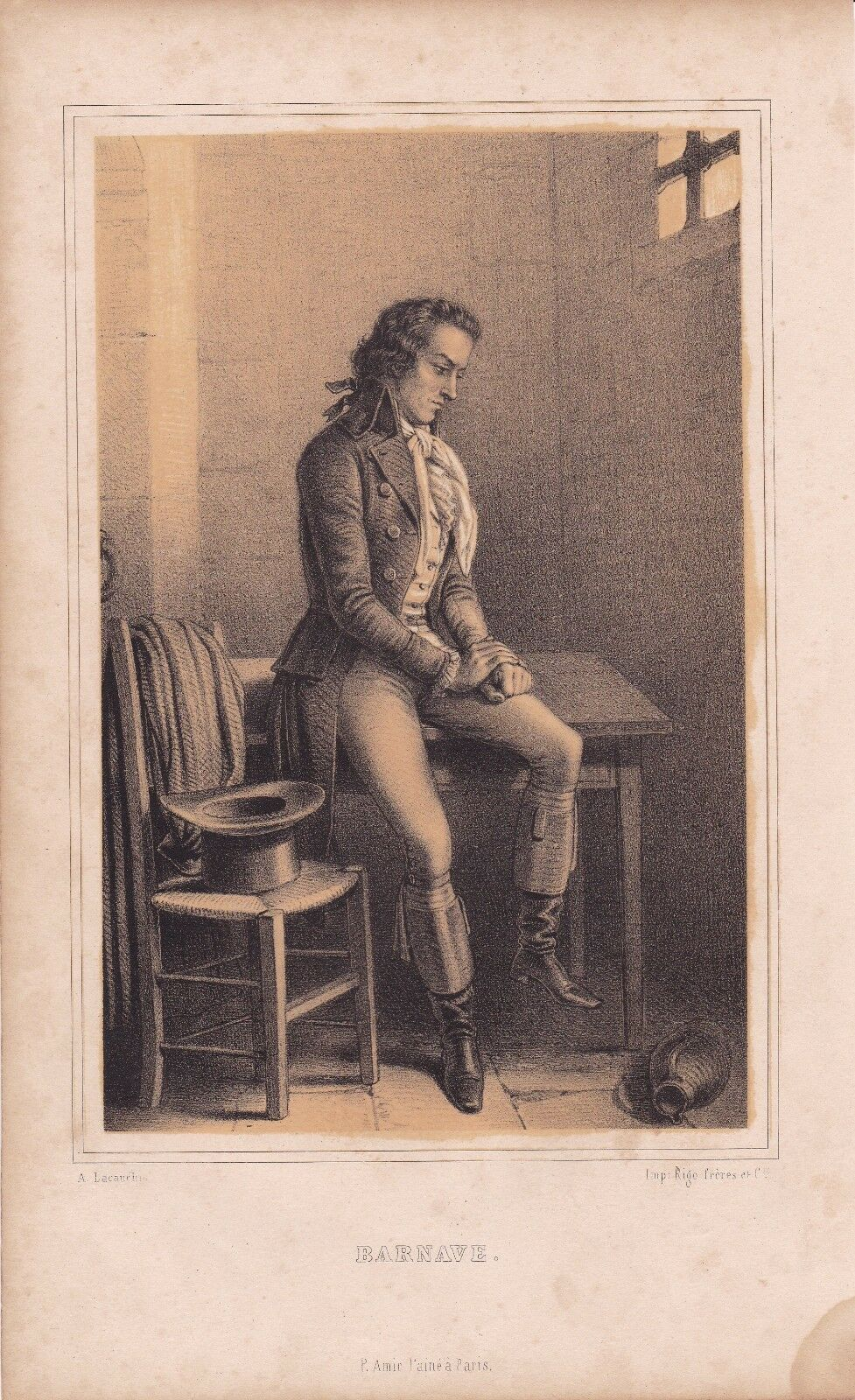
巴納夫在監獄，他寫他的”法國大革命的介紹”' (Introduction to the French Revolution)

在路易十六的出逃失敗後，國王和皇室被逮捕，巴納夫與熱羅姆·佩蒂翁·德·維爾納夫和侯爵拉圖爾-莫布爾一起被任命為處理國王回到巴黎 的事宜。 在旅途中，他感到同情皇后瑪麗·安托瓦內特和皇室，隨後盡他一切的可能，減輕他們的痛苦。他做為最強大的演講者之一，他維持了國王人身不可侵犯。
1791年初，由於雅各賓俱樂部贊成徹底 共和制的日益增長，巴納夫“ 三頭同盟 ”和其他成員形成的從雅各賓俱樂部中分離出來成立斐揚俱樂部。  1791年夏天，具體地說1791年7月17日戰神廣場屠殺發生後削弱了雅各賓派的政治地位，在七月和八月，巴納夫達到了他的政治地位的最高點。
然而，斐揚俱樂部在初秋開始失去政治影響力，這是由於雅克·皮埃爾·布里索和他的支持者，被稱為吉倫特派的影響力越來越大造成複雜的分歧出現。 斐揚俱樂部反對對 奧地利和哈布斯堡王朝宣戰，他們被驅逐出議會。 在1792年初，巴納夫的公共職業生涯走到了盡頭，他回到格勒诺布尔。  布里索鼓動國民立法議會支持，隨後於1792年4月20日對奧地利宣戰。  他對王室的同情和關係，他提交了一份壓制革命的計劃，他的意願是制止革命的暴力，成為他叛國罪的涉嫌證據。
1792年8月10日攻入皇宮搜出這個計畫文件，8月15日立法議會譴責他，逮捕並監禁在格勒诺布尔10個月，然後轉移到巴爾羅堡，並於雅各賓恐怖統治期間1793年11月轉移到巴黎。 11月28日，他在革命法庭面對審判。因為在杜伊勒裡宮發現他廣泛秘密與皇后瑪麗·安托瓦內特來往信件的證據，他被譴責為叛國罪，第二天和瑪格麗塔路易-弗朗索瓦·迪波爾-閭得誇一起送上斷頭台。

## 和瑪麗·安托瓦內特的通信
會同熱羅姆·佩蒂翁·德·維爾納夫和侯爵拉圖爾-莫布爾，巴納夫曾被國民議會派為代表護送奢侈四輪柏林馬車，與皇室家族，從瓦雷訥回到巴黎。 正是在這一安排，巴納夫第一次見到瑪麗·安托瓦內特王后。儘管他們之間最初的互動被描述巴納夫羞澀的試圖逃避眼睛接觸，王后很快就能使29歲的政治家陶醉，贏得他的照顧。 據報導，在休息站附近，瓦雷訥的旅程中，這兩人多次在車廂內聚精會神地交談。 據稱，這些談話的主題包括巴納夫和的斐揚俱樂部成員強烈君主立憲制的信念一個，是最可行，避免更進一步流血以結束法蘭西大革命的解決方案。
許多證據表明，是因為安排她出逃最親密的朋友，阿克塞爾·馮·費爾森不在場，瑪麗·安托瓦內特試圖影響巴納夫和他的斐揚俱樂部，來保證她的家人的安全。 她也可能仍然敢於希望恢復某種形式的君主制。巴納夫很清楚，感受到女王的魅力，在她走投無路的情況下，等待她對他的召喚。
只有幾個星期這個時機來到，在1791年七月初，瑪麗·安托瓦內特寫給巴納夫一長串神秘溝通的第一封信。 由一個代號提到他，巴納夫通過一個未知的類似中介代號收到他的信。她的指示是，她的信由代理中介讀出並接受回復; 然後他將歸還這兩份文件給女王。她自己從來沒有寫過任何的文字; 相反，她口授以避免為難的情況，和可能的文件牽連。
最終，整個系列的信件被偷運出的杜樂麗宮交給以阿克塞爾·馮·費爾森伯爵，他將信件轉交給他的妹妹，今天信件依然保存在瑞典。信件顯示，巴納夫相信他在國民議會中的影響力，尤其是在戰神廣場屠殺發生後。

### 延伸閱讀
- Andress, David. The Terror: The Merciless War for Freedom in Revolutionary France New York: Farrar, Straus, and Giroux, 2005. pp. 38–70.
- Furet, François and Mona Ozouf, eds. A Critical Dictionary of the French Revolution (1989), pp. 186–96
- Linton, Marisa, Choosing Terror: Virtue, Friendship and Authenticity in the French Revolution (Oxford University Press, 2013).
- Linton, Marisa, 'Friends, Enemies and the Role of the Individual', in Peter McPhee (ed.), Companion to the History of the French Revolution (Wiley-Blackwell, 2013), 263-77.